# نخودچی
نخودچی یک میان‌وعده از نخودهای پخته شده‌است که در ایران، سوریه و ترکیه رایج است و گاهی با نمک، ادویه جات، ترشی‌جات، گل میخک یا آبنبات پوشش داده می‌شود. در ممقان بیش از ۱۳۰۰ واحد نخودپزی وجود دارند که ۴۰ درصد نخود سفید تولید شده را به نخودچی تبدیل می‌کنند. نخودهای مورد استفاده برای نخودچی، نخودهای تازه و ریز هستند که در آب پخته شده و پس از آبکش شدن پوست آن جدا می‌شود. سپس در مرحله بودادن در دیگ‌های بزرگ با نمک یا شکر تفت داده و ترد و پفکی می‌شود. در تونس واژهٔ "Leblebi" به یک سوپ صبحانهٔ پرطرفدار نخود اشاره دارد که حاوی تخم مرغ و نان خشک هم است.

## تاریخچه
تاریخچه پیدایش نخودچی مشخص نیست، هرچند که گمان می‌رود پیدایش آن در ایران صورت گرفته باشد.
تاریخنگاران اروپایی از جمله مایکل اکسورثی از نخودچی به عنوان غذای اصلی نادرشاه افشار در جنگها نام میبرند. 

## روش‌ها
روش‌های تولید نخودچی یک سنت ارثی است که با مراحل و تجهیزات مورد استفاده صنعتی متفاوت است. نخودها می‌توانند شکل، اندازه، رنگ و زمان برداشت متفاوتی داشته باشند. به‌طور کلی، برای درست کردن نخودچی دانه‌های بزرگ (۸ تا ۹ میلی‌متر اندازه قطر و وزن هر ۱۰۰ دانه بین ۳۰٫۰ تا ۵۰٫۰ گرم )، رنگ روشن‌تر، گرد و صاف و مانند نخود کابلی ترجیح داده می‌شود؛ پوشش بدنه ضخیم نخود، برای برداشتن آسان آن از روی دانه لازم است. زمان برداشت و فرایند کنترل دما کیفیت نخودچی را تعیین می‌کند. نخودها تمیز و طبقه‌بندی می‌شوند، دانه‌های خام، آسیب دیده، کاهش یافته و نخودهای شکسته دور انداخته می‌شوند. روش تهیه نخودچی معمولاً شامل ابزارهایی برای تمیز کردن، طبقه‌بندی و گرمایش است؛ روش تهیه نخودچی به شرح زیر است:
1. تمیز کردن و درجه‌بندی نخودها
2. خیساندن
3. مرطوب نگه داشتن نخودها (پیش از جوشاندن و استراحت)
4. جوشاندن
5. استراحت دادن
6. برشته کردن
7. خشک کردن

## ریشه کلمه
نخودچی به دلیل این‌که کوچک‌تر از نخودهای معمولی بوده‌است به آن «نخودچی» به معنای نخود ریز می‌گویند.